# Полосатый гологлаз
Полоса́тый гологла́з (лат. Ablepharus bivittatus) — вид сцинковых из рода Гологлазов.

## Внешний вид
Мелкая ящерица с длиной тела, не превышающей 6 см и хвостом в 1,5 раза длиннее. Самки крупнее самцов. Подвижные веки отсутствуют, поверхность глаза покрыта неподвижной прозрачной оболочкой. Надглазничные щитки не касаются глаза. Предлобные щитки касаются друг друга, отделяя лобный от лобоносного. Молодые сверху светло-кофейного или бежевого цвета, на боках с черными полосами. Взрослые оливково-коричневые или корничневато-бурые с 4 рядами беловатых черточек, пространства между которыми занимают черные пятнышки. Низ золотисто-оранжевый или розоватый.

## Образ жизни
Обитает в горах на каменистых склонах на высоте до 2100 м. Двигается довольно быстро, змеевидно извиваясь. При опасности прячется под кустики астрагалов. Активен днем. Питается насекомыми. Откладка 4-5 яиц длиной 10—11,5 мм в июне.

## Охрана
Занесен в Красную Книгу Азербайджана. Необходимо включить районы, где он распространен, в число охраняемых территорий. В районах распространения растения, образующие группу фригановых растений, должны быть сохранены в качестве подходящих убежищ, а деятельность человека по модификации должна быть ограничена в этих районах.

## Подвиды
Вид Полосатый гологлаз делится на 2 подвида:
- Ablepharus bivittatus bivittatus Menetries 1832
- Ablepharus bivittatus lindbergi Wettstein 1960